# Paolo Cristoni
Paolo Cristoni (Castelfranco Emilia, 9 settembre 1945) è un politico italiano.

## Attività politica
Ha ricoperto l'incarico di sindaco di Castelfranco Emilia dal 1973 al 1976 e segretario della sezione modenese del partito socialista italiano dal 1975 al 1978.
Viene eletto deputato alle elezioni del 1987.